# Waxholms Hotell

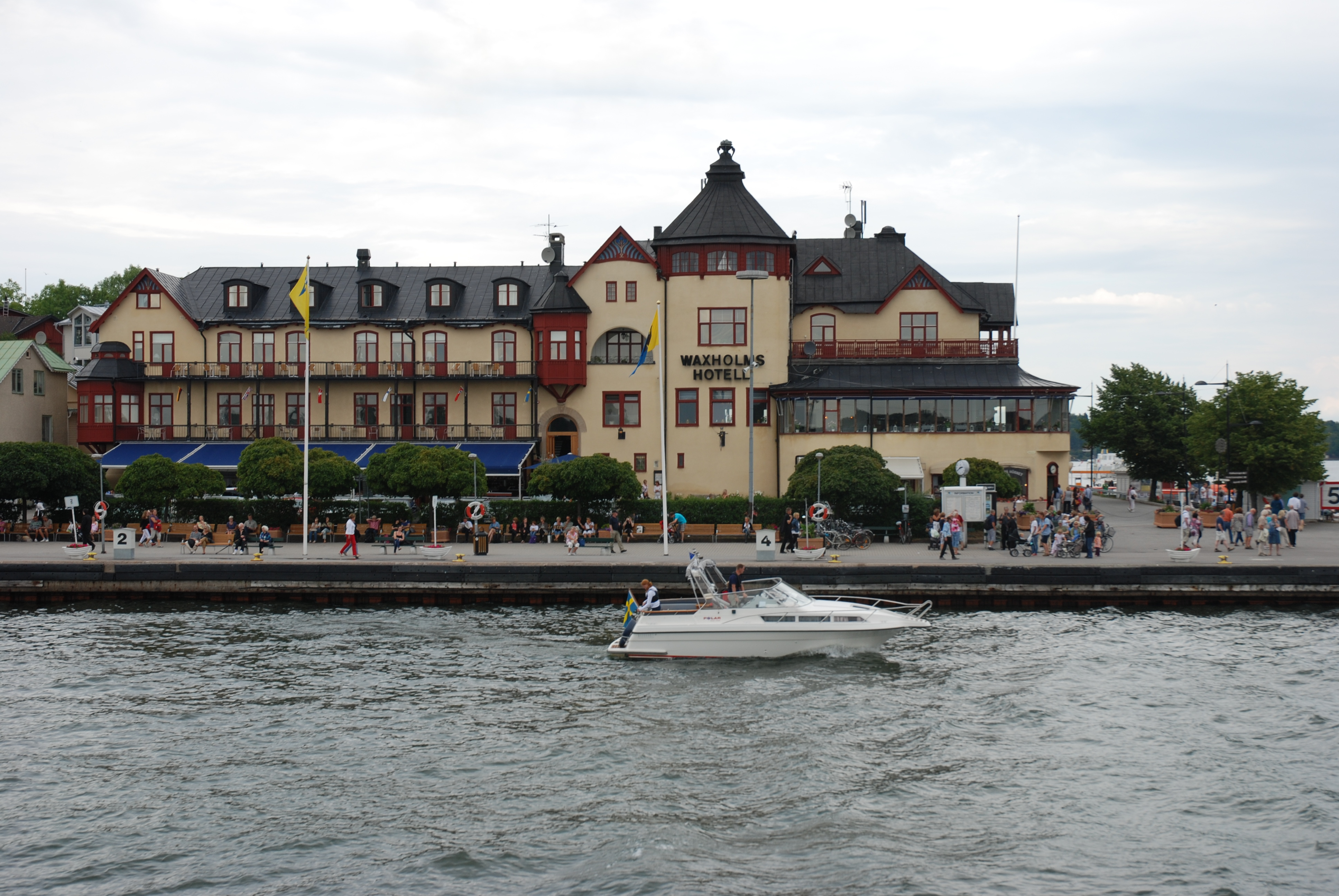
Waxholms hotell

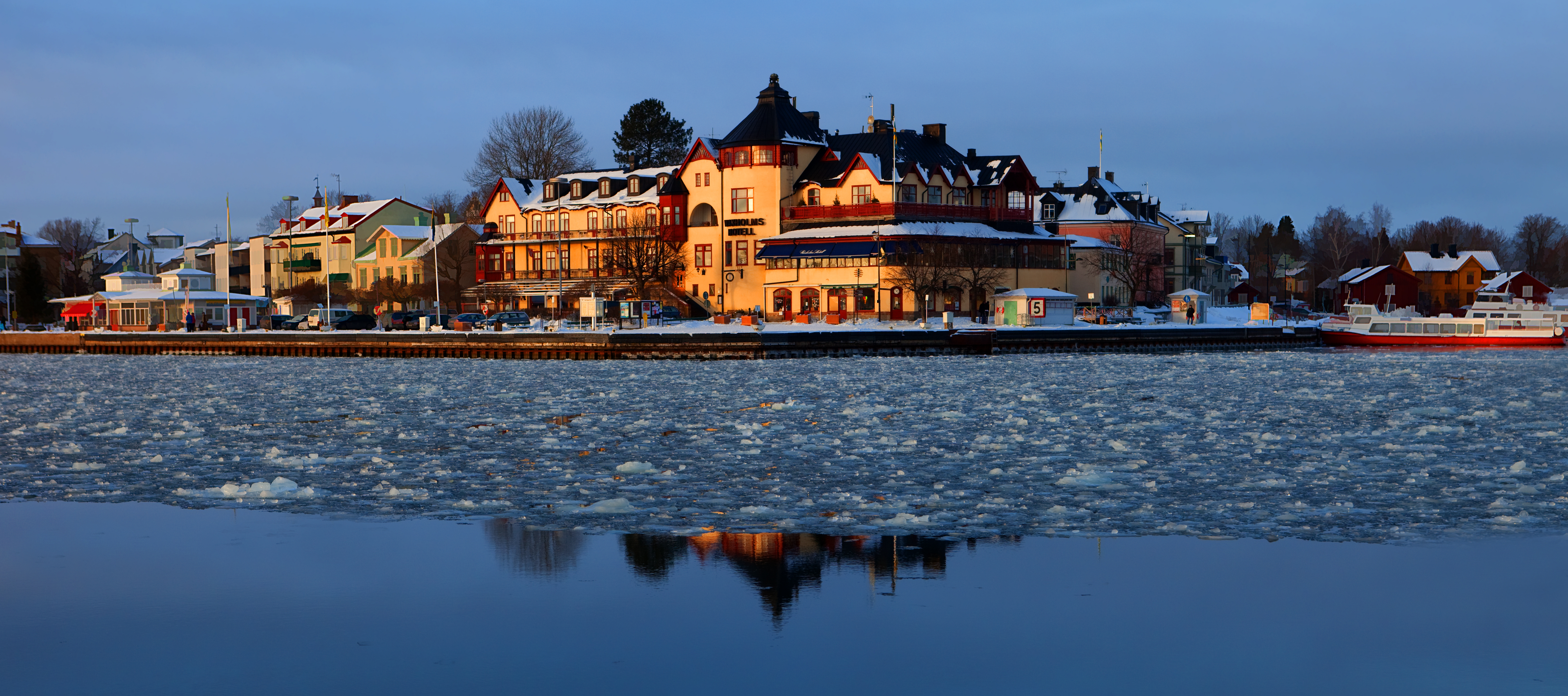
Waxholms hotell vintern 2010

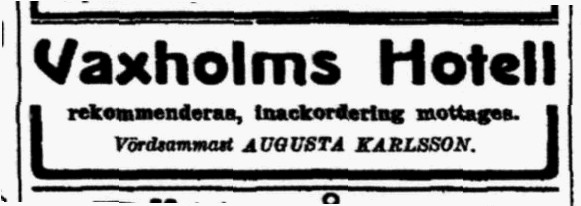
Hotellet annonserar i tidningen Rösträtt för kvinnor, 1914

Waxholms Hotell ligger vid Söderhamnen i Vaxholm norr om Stockholm. Hotellet har 42 rum, konferenslokal och två restauranger, Matsalen och Kabyssen (under en kortare period omdöpt till Lilla Strand), samt en festvåning. Restaurangen har utsikt över kajen, Södra Vaxholmsfjärden och Vaxholms fästning. 

## Historia
Det har funnits värdshusrörelse på platsen, som kallas Hotellhörnan, sedan slutet av 1700-talet. År 1856 byggdes Falks salonger eller stadshotellet, som var en föregångare till det nuvarande hotellet. Den 5 januari 1899 förstördes den gamla hotellbyggnaden i en brand. Det nya hotellet, som är byggt i jugendstil, ritades av arkitekten Erik Lallerstedt och uppfördes 1903. Det nybyggda hotellet drevs sedan fram till 1919 av Augusta Karlsson, som senare har fått Augustas bar uppkallad efter sig på hotellet.
År 1930 samlades några av Sveriges främsta arkitekter på hotellet och skrev det funktionalistiska manifestet acceptera.
Under en period drevs hotellet av TV-mannen och krögaren Åke Söderqvist.